# Dermatopsis
Dermatopsis är ett släkte av fiskar. Dermatopsis ingår i familjen Bythitidae.
Kladogram enligt Catalogue of Life:
| Dermatopsis | \| \| Dermatopsis greenfieldi \| \| \| \| \| \| Dermatopsis hoesei \| \| \| \| \| \| Dermatopsis joergennielseni \| \| \| \| \| \| Dermatopsis macrodon \| \| \| \| |
|             | \| \| Dermatopsis greenfieldi \| \| \| \| \| \| Dermatopsis hoesei \| \| \| \| \| \| Dermatopsis joergennielseni \| \| \| \| \| \| Dermatopsis macrodon \| \| \| \| |
|             | Dermatopsis greenfieldi |
|             | |
|             | Dermatopsis hoesei |
|             | |
|             | Dermatopsis joergennielseni |
|             | |
|             | Dermatopsis macrodon |
|             | |